# Казе Баларини Вердони (Форли-Чезена)
Казе Баларини Вердони (итал. Case Ballarini Verdoni) је насеље у Италији у округу Форли-Чезена, региону Емилија-Ромања.
Према процени из 2011. у насељу је живело 209 становника. Насеље се налази на надморској висини од 24 м.